# 땅콩 알레르기
땅콩 알레르기(peanut allergy)는 땅콩에 대한 알레르기이다. 땅콩은 견과가 아닌 협과로 진짜 견과류에 대한 알레르기인 견과 알레르기(나무 견과 알레르기)와는 다르다. 하지만 땅콩 알레르기와 견과 알레르기가 모두 있는 사람도 있으며 땅콩 알레르기 보유자의 30% 정도는 하나 이상의 나무 견과(진짜 견과)에 대해 알레르기가 있다.
알레르기 반응의 신체적 증상에는 가려움증, 두드러기, 부기, 습진, 재채기, 천식 발작, 복통, 혈압 강하, 설사 및 심장 마비가 포함될 수 있다. 아나필락시스가 발생할 수 있다. 천식 병력이 있는 사람은 심각한 영향을 받을 가능성이 더 높다.
이는 감수성이 있는 개인의 면역체계의 제1형 과민반응으로 인해 발생한다. 알레르기는 알레르기 반응의 유병률, 지속성 및 잠재적 심각성으로 인해 가장 심각한 음식 알레르기 중 하나로 인식된다.
임산부와 아기의 식단에 땅콩을 조기에 도입함으로써 예방이 부분적으로 이루어질 수 있다. 의료 서비스가 가능한 지역에서는 고위험 아기에게 이르면 생후 4개월부터 땅콩 제품을 제공하는 것이 좋다. 아나필락시스의 주요 치료법은 에피네프린 주사이다.
2021년 연구에 따르면 땅콩 알레르기 유병률은 유럽과 미국에서 1.4~2%로 지난 20년 동안 3.5배 증가한 것으로 나타났다. 서구 어린이의 땅콩 알레르기 비율은 약 1.5~3%이며 시간이 지남에 따라 증가했다. 이는 음식과 관련된 치명적이거나 거의 치명적인 알레르기 반응의 일반적인 원인이다.